# Championnat d'Europe junior de hockey sur glace 1972
Navigation
Championnat d'Europe junior 1971 Championnat d'Europe junior 1973
Le championnat d'Europe junior de hockey sur glace 1972 est la cinquième édition de cette compétition de hockey sur glace junior organisée par la Fédération internationale de hockey sur glace. Il se déroule du 26 mars au 2 avril 1972 à Boden, Luleå et Skellefteå en Suède. La Suède remporte son premier titre dans cette compétition, devançant au classement l'Union soviétique et la Tchécoslovaquie.
Indépendamment du championnat, également appelé Groupe A, un Groupe B est joué à Lyss en Suisse (25-30 mars 1972).

## Groupe A
Vainqueur du Groupe B l'année précédente, la Roumanie décline sa promotion et permet à la Norvège de se maintenir dans le groupe A.

### Résultats
|  | Union soviétique | 8-2 (2-1, 4-0, 2-1) | Finlande |  |

|  | Tchécoslovaquie | 17-2 (4-1, 10-1, 3-0) | Allemagne de l'Ouest |  |

|  | Suède | 11-2 (3-2, 2-0, 6-0) | Norvège |  |

|  | Finlande | 6-5 (0-1, 5-3, 1-1) | Allemagne de l'Ouest |  |

|  | Union soviétique | 8-2 (1-0, 3-0, 4-2) | Norvège |  |

|  | Suède | 6-4 (5-4, 1-0, 0-0) | Tchécoslovaquie |  |

|  | Union soviétique | 4-2 (0-0, 2-1, 2-1) | Tchécoslovaquie |  |

|  | Finlande | 9-2 (4-1, 3-1, 2-0) | Norvège |  |

|  | Suède | 6-2 (2-0, 2-0, 2-2) | Allemagne de l'Ouest |  |

|  | Tchécoslovaquie | 10-1 (1-1, 5-0, 4-0) | Norvège |  |

|  | Union soviétique | 9-4 (3-2, 5-1, 1-1) | Allemagne de l'Ouest |  |

|  | Suède | 5-1 (0-0, 4-0, 1-1) | Finlande |  |

|  | Allemagne de l'Ouest | 6-4 (1-2, 1-1, 4-1) | Norvège |  |

|  | Tchécoslovaquie | 4-1 (1-0, 2-0, 1-1) | Finlande |  |

|  | Suède | 4-1 (1-0, 2-1, 1-0) | Union soviétique |  |

| Clt   | Équipe               | PJ | V | D | N | BP | BC | Diff | Pts |
| ----- | -------------------- | -- | - | - | - | -- | -- | ---- | --- |
| +001, | Suède                | 5  | 5 | 0 | 0 | 32 | 10 | +22  | 10  |
| +002, | Union soviétique     | 5  | 4 | 1 | 0 | 30 | 14 | +16  | 8   |
| +003, | Tchécoslovaquie      | 5  | 3 | 2 | 0 | 37 | 14 | +23  | 6   |
| +004, | Finlande             | 5  | 2 | 3 | 0 | 19 | 24 | -5   | 4   |
| +005, | Allemagne de l'Ouest | 5  | 1 | 4 | 0 | 19 | 42 | -23  | 2   |
| +006, | Norvège              | 5  | 0 | 5 | 0 | 11 | 44 | -33  | 0   |

- Vainqueur du Championnat d'Europe junior 1972
- Relégué dans le Groupe B 1973

### Effectif vainqueur
| Vainqueur du Championnat d'Europe junior 1972 Suède | Gardiens de but : Krister Sterner, Göran Högosta Joueurs : Jan Andersson, Sten-Åke Bark, Per Karlsson, Mats Waltin, Jan-Erik Silfverberg, Lars Zetterström Attaquants : Steffen Andersson, Håkan Dahllöf, Roland Eriksson, Peter Gudmundsson, Leif Holmgren, Gunnar Johansson, Sören Johansson, Örjan Lindström, Pär Mårts, Nils Arne Hedqvist Entraîneur : |

### Honneurs individuels
- Meilleur gardien de but : Krister Sterner (Suèdee)
- Meilleur défenseur : Alexei Volchenkov (Union soviétique)
- Meilleur attaquant : Zdeněk Paulík (Tchécoslovaquie)

### Statistiques individuelles
| Joueur            | PJ | B | A | Pts | PUN |
| ----------------- | -- | - | - | --- | --- |
| Håkan Dahllöf     | 5  | 8 | 3 | 11  | 4   |
| Zdeněk Paulík     | 5  | 6 | 4 | 10  | 4   |
| Marián Šťastný    | 5  | 5 | 4 | 9   | 6   |
| Lothar Kremershof | 5  | 8 | 0 | 8   | 2   |

## Groupe B
Il se déroule du 25 au 30 mars 1972 à Lyss en Suisse.

### Premier tour

#### Groupe A
|  | Italie | 4-5 (2-4, 1-0, 1-1) | Autrtiche |  |

|  | Yougoslavie | 7-6 (3-2, 1-2, 3-2) | Pays-Bas |  |

|  | Pays-Bas | 4-12 (1-3, 2-5, 1-4) | Italie |  |

|  | Yougoslavie | 3-9 (0-1, 3-4, 0-4) | Pologne |  |

|  | Autriche | 1-6 (1-1, 0-3, 0-2) | Yougoslavie |  |

|  | Pologne | 9-1 (6-0, 3-0, 0-1) | Pays-Bas |  |

|  | Pays-Bas | 5-3 (0-0, 1-2, 4-1) | Autriche |  |

|  | Pologne | 5-1 (2-0, 1-1, 2-0) | Italie |  |

|  | Italie | 4-5 (1-1, 2-1, 1-3) | Yougoslavie |  |

|  | Autriche | 2-6 (0-2, 1-1, 1-3) | Pologne |  |

| Clt   | Équipe      | PJ | V | D | N | BP | BC | Diff | Pts |
| ----- | ----------- | -- | - | - | - | -- | -- | ---- | --- |
| +001, | Pologne     | 4  | 4 | 0 | 0 | 29 | 7  | +22  | 8   |
| +002, | Yougoslavie | 4  | 3 | 1 | 0 | 21 | 20 | +1   | 6   |
| +003, | Italie      | 4  | 1 | 3 | 0 | 21 | 19 | +2   | 2   |
| +004, | Autriche    | 4  | 1 | 3 | 0 | 11 | 21 | -10  | 2   |
| +005, | Pays-Bas    | 4  | 1 | 3 | 0 | 16 | 31 | -15  | 2   |

- Qualifié pour la finale

#### Groupe B
|  | Hongrie | 7-3 (3-1, 3-1, 1-1) | Danemark |  |

|  | Suisse | 15-0 (5-0, 3-0, 7-0) | France |  |

|  | Hongrie | 4-6 (2-3, 1-0, 1-3) | Roumanie |  |

|  | Suisse | 9-2 (3-0, 3-1, 3-1) | Danemark |  |

|  | France | 1-4 (0-0, 1-3, 0-1) | Hongrie |  |

|  | Roumanie | 7-1 (5-1, 1-0, 1-0) | Danemark |  |

|  | Danemark | 3-0 (1-0, 1-0, 1-0) | France |  |

|  | Suisse | 6-4 (0-2, 3-0, 3-2) | Roumanie |  |

|  | France | 2-7 (0-2, 1-2, 1-3) | Roumanie |  |

|  | Suisse | 3-2 (1-1, 1-0, 1-1) | Hongrie |  |

| Clt   | Équipe   | PJ | V | D | N | BP | BC | Diff | Pts |
| ----- | -------- | -- | - | - | - | -- | -- | ---- | --- |
| +001, | Suisse   | 4  | 4 | 0 | 0 | 33 | 8  | +25  | 8   |
| +002, | Roumanie | 4  | 3 | 1 | 0 | 24 | 13 | +11  | 6   |
| +003, | Hongrie  | 4  | 2 | 2 | 0 | 17 | 13 | +4   | 4   |
| +004, | Danemark | 4  | 1 | 3 | 0 | 9  | 23 | -14  | 2   |
| +005, | France   | 4  | 0 | 4 | 0 | 3  | 29 | -26  | 0   |

- Qualifié pour la finale

### Matchs de classement
- Match pour la neuvième place

|  | Pays-Bas | 9-3 (2-3, 4-0, 3-0) | France |  |

- Match pour la septième place

|  | Autriche | 6-3 (2-0, 1-1, 3-2) | Danemark |  |

- Match pour la cinquième place

|  | Italie | 5-3 (1-3, 4-0, 0-0) |  |  |

- Match pour la troisième place

|  | Yougoslavie | 5-4 (3-1, 0-1, 2-2) | Roumanie |  |

- Finale

|  | Suisse | 4-2 (1-1, 2-1, 1-0) | Pologne |  |

### Classement final
La Suisse est promue dans le Groupe A 1973.
|    | Équipe      |
| -- | ----------- |
| 1  | Suisse      |
| 2  | Pologne     |
| 3  | Yougoslavie |
| 4  | Roumanie    |
| 5  | Italie      |
| 6  | Hongrie     |
| 7  | Autriche    |
| 8  | Danemark    |
| 9  | Pays-Bas    |
| 10 | France      |